# Lucius Valerius Publicola
Pour les articles homonymes, voir Valerius Publicola.
Lucius Valerius Publicola ou Poplicola est un homme politique romain.
Son surnom signifie ami du peuple et fut attribué à Publius Valerius Publicola,, un de ses ancêtres, consul aux débuts de la République romaine.
En 394, 389, 387, 383 et 380 av. J.-C., il est tribun militaire à pouvoir consulaire.